# 1219
| [ Edytuj tabelę ]                          |                                                                 |
| Książę Małopolski                          | - 1211 Leszek Biały 1227                                        |
| Książę Wielkopolski                        | - 1202 Władysław III Laskonogi 1229                             |
| Król Angkoru                               | - 1218 Indrawarman II 1244                                      |
| Król Anglii                                | - 1216 Henryk III 1272                                          |
| Król Aragonii i Walencji, hrabia Barcelony | - 1213 Jakub I Zdobywca 1276                                    |
| Książę Bawarii                             | - 1183 Ludwik I 1231                                            |
| Margrabia Brandenburgii                    | - 1205 Albrecht II 1220                                         |
| Książę Burgundii                           | - 1218 Hugo IV 1272                                             |
| Cesarz Bizancjum                           | - 1204 Teodor I Laskarys 1222                                   |
| Car Bułgarii                               | - 1218 Iwan Asen II 1241                                        |
| Cesarz Chin                                | - 1194 Song Ningzong 1224                                       |
| Król Cypru                                 | - 1218 Henryk I 1253                                            |
| Król Czech                                 | - 1198 Przemysł Ottokar I 1230                                  |
| Król Danii                                 | - 1202 Waldemar II Zwycięski 1241                               |
| Władca Egiptu                              | - 1218 Al-Kamil 1238                                            |
| Cesarz Etiopii                             | - 1189 Gebre Meskel 1229                                        |
| Król Francji                               | - 1180 Filip II August 1223                                     |
| Król Gruzji                                | - 1213 Jerzy IV Lasza 1222                                      |
| Cesarz Japonii                             | - 1210 Juntoku 1221                                             |
| Kalif                                      | - 1180 An-Nasir 1225                                            |
| Król Kastylii                              | - 1217 Ferdynand III Święty 1252                                |
| Patriarcha Konstantynopola                 | - 1215 Manuel I Charitopul 1222                                 |
| Władca Korei                               | - 1213 Kojong 1259                                              |
| Król Leónu                                 | - 1188 Alfons IX 1230                                           |
| Książę Litwy                               | - 1219 Dowsprunk 1238                                           |
| Cesarz Łaciński                            | - 1217 Jolanta Flandryjska 1219 - 1217 Robert de Courtenay 1228 |
| Kalif Maroka                               | - 1213 Abu Jusuf II 1224                                        |
| Król Nawarry                               | - 1194 Sanczo VII 1234                                          |
| Król Norwegii                              | - 1217 Haakon IV Stary 1263                                     |
| Hrabia Palatynatu                          | - 1214 Ludwik I Wittelsbach 1227                                |
| Papież                                     | - 1216 Honoriusz III 1227                                       |
| Król Portugalii                            | - 1211 Alfons II 1223                                           |
| Sułtan Rumu                                | - 1211 Kajkawus I 1220                                          |
| Książę Rusi halickiej                      | - 1216 Mścisław II Udały 1219 - 1219 Mścisław I Niemy 1221      |
| Książę Saksonii                            | - 1212 Albrecht I 1260                                          |
| Król Serbii                                | - 1217 Stefan Nemanicz 1228                                     |
| Król Szkocji                               | - 1214 Aleksander II 1249                                       |
| Król Szwecji                               | - 1216 Jan I Sverkersson 1222                                   |
| Doża Wenecji                               | - 1205 Pietro Ziani 1229                                        |
| Król Węgier                                | - 1205 Andrzej II 1235                                          |
| Wielki mistrz zakonu krzyżackiego          | - 1209 Hermann von Salza 1239                                   |

Rok 1219 / MCCXIX
stulecia: XII wiek ~
XIII wiek ~
XIV wiek

lata: 1209 «
1214 «
1215 «
1216 «
1217 «
1218 «
1219
» 1220
» 1221
» 1222
» 1223
» 1224
» 1229

## Wydarzenia w Polsce
- Leszek Biały zawarł pokój ze sprzymierzoną z Litwinami Rusią Halicką. Skutkiem poprzednich walk o Halicz stały się napady Litwinów na ziemie polskie.

## Wydarzenia na świecie
- 15 czerwca – według legendy w czasie krucjaty króla Waldemara II Zwycięskiego do Estonii spadła z nieba późniejsza flaga Danii (Dannebrog), najstarsza obecnie używana flaga w Europie.
- Król Danii Waldemar II Zwycięski wygrał bitwę z Estami, zakładając na jej miejscu Rewal. Wkrótce Niemcy zajęli Dorpat, Narwę i wyspę Ozylię.
- Po raz pierwszy historia wymieniła imię Mendoga, kiedy razem z 19 kunigasami zawierał układ z Rusią Halicką. W tym czasie Litwa liczyła około 60 tys. km kw.
- Jak podają liczne źródła średniowieczne (Kronika Ernoula, Historia Herakliusza oraz Kronika Burcharda z Ursperg), zarówno chrześcijańskie jak i islamskie, św. Franciszek z Asyżu podczas V wyprawy krzyżowej spotkał się w Egipcie z sułtanem Al-Kamilem. Spotkanie musiało mieć miejsce w czasie rozejmu, tzn. pomiędzy końcem sierpnia i końcem września 1219.
- 5 listopada – krzyżowcy zdobyli Damiettę.

## Urodzili się
- Krzysztof I, król Danii (zm. 1259)

## Zmarli
- 13 lutego – Sanetomo Minamoto (jap. 源実朝), dziewiąty siogun w Japonii (ur. 1192)
- 22 marca – Henryk Kietlicz, arcybiskup gnieźnieński (ur. ok. 1150)
- Rajmund Ruben, książę Antiochii (ur. 1199)
- Ryngold, Wielki książę litewski (ur. ok. 1175)